# Pseudocotalpa sonorica
Pseudocotalpa sonorica (лат.) — вид пластинчатоусых жуков из подсемейства хлебных жуков и хрущиков (Rutelinae). Эндемик Algodones Dunes в Северной Америке. Голотип представляет собой самца длиной 21 мм.